# شلوبينية
بلدية شلوبينية أو شَلُوبَنِيَة (بالإسبانية: Salobreña) هي بلدية تقع في مقاطعة غرناطة التابعة لمنطقة أندلوسيا جنوب إسبانيا.

## الديموغرافيا
بلغ عدد سكان بلدية شلوبينية 12.790 نسمة عام 2011 (وفقاً للمعهد الوطني الإسباني للإحصاء).
| 10.104 | 10.225 | 10.691 | 11.750 | 12.288 | 12.747 | 12.790 |

## توأمة

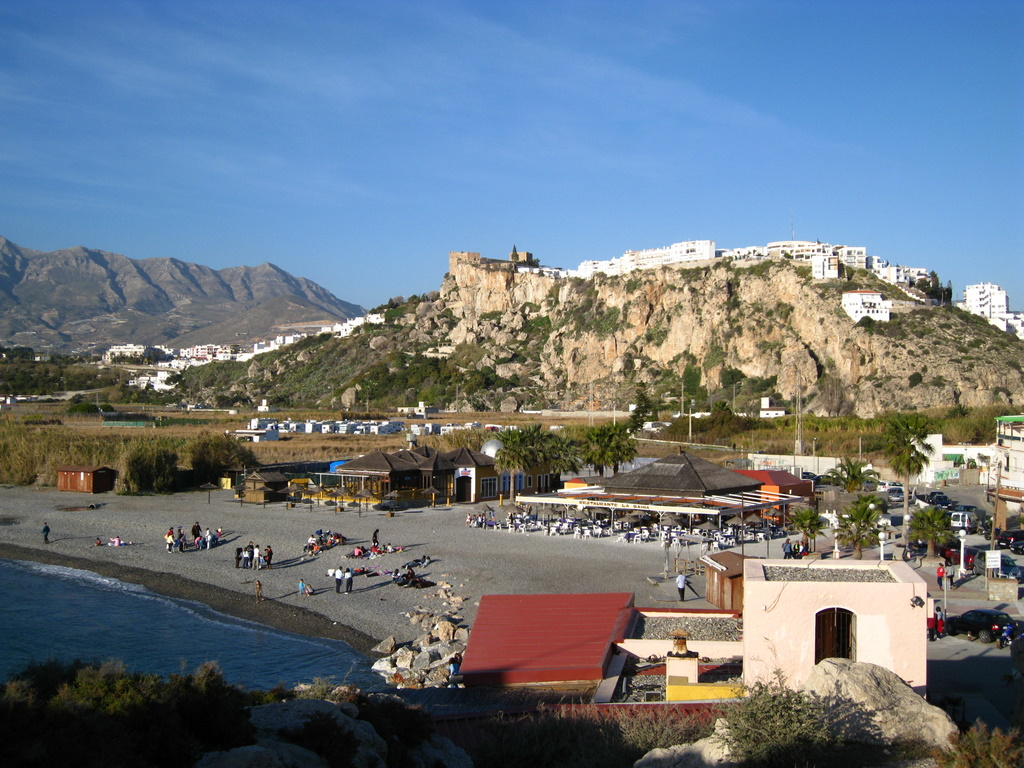
شاطئ شلوبينية وقلعتها

لشلوبينية اتفاقيات توأمة مع كل من:
- تولفا
- بيرون (سوم)